# Fort McMurray–Lac La Biche
Circonscription électorale provinciale du Canada
Fort McMurray-Lac La Biche est une circonscription électorale provinciale d'Alberta (Canada). Créée en 2017, la première élection à s'y tenir à est à l'occasion des élections albertaines de 2019. Alors remporté par le Parti conservateur uni. L'actuel député, membre de ce parti, est Brian Jean.

## Géographie
La circonscription est située dans le nord-est de l'Alberta et est nommée d'après ses principales communautés : elle comprend tout le comté de Lac La Biche et la moitié sud de Fort McMurray (municipalité régionale de Wood Buffalo). Elle contient également deux réserves appartenant à la Première Nation de Fort McMurray (Clearwater 175 et Gregoire Lake 176), les trois réserves de la Première Nation de Chipewyan Prairie, la Première Nation de Heart Lake (Lake Heart 167), les réserves principales de la Nation crie de Beaver Lake, de la Nation crie de Beaver Lake et l'une des réserves de la Nation crie de Saddle Lake (Whitefish Lake 128). 
Les principales voies de transport sont les routes de l'Alberta 36 (Veterans Memorial Highway), 55 (Northern Woods and Water Route), 63 et 881.

## Histoire
La circonscription a été créée en 2017 lorsque la Commission de délimitation des circonscriptions a recommandé l'abolition de Lac La Biche-St. Paul-Two Hills et la prolongation de la frontière de Fort McMurray-Conklin vers le sud, en la renommant dans le processus. La nouvelle circonscription diffère du quartier historique Lac La Biche-McMurray en ce qu'il ne contient pas l'ensemble de Fort McMurray. Sa limite nord est formée par la rivière Athabasca, le boulevard Thickwood, à l'intérieur de Fort McMurray, et la rivière Clearwater.
La première élection y a lieu le 16 avril 2019, la députée conservatrice et secrétaire parlementaire pour la francophonie Laila Goodridge, élue précédemment dans Fort McMurray-Conklin, est largement élue. Elle démissionne en août 2021 pour se présenter aux élections fédérales canadiennes de 2021.

## Liste des députés
| Années                     | Années                | Député                | Parti politique           |
| Fort McMurray-Conklin      | Fort McMurray-Conklin | Fort McMurray-Conklin | Fort McMurray-Conklin     |
| -------------------------- | --------------------- | --------------------- | ------------------------- |
|                            | 2012 - 2015           | Don Scott             | Progressiste-Conservateur |
|                            | 2015 - 2017           | Brian Jean            | Wildrose                  |
|                            | 2017 - 2018           | Brian Jean            | Conservateur uni          |
|                            | 2018 - 2019           | Laila Goodridge       | Conservateur uni          |
| Fort McMurray–Lac La Biche |                       |                       |                           |
|                            | 2019 - 2021           | Laila Goodridge       | Conservateur uni          |
|                            | 2022 - 2023           | Brian Jean            | Conservateur uni          |
|                            | 2023 - en cours       | Brian Jean            | Conservateur uni          |

## Résultats électoraux
| Parti | Parti                                | Candidat        | # de voix | % de voix | ± %     |
| ----- | ------------------------------------ | --------------- | --------- | --------- | ------- |
|       | Progressiste-Conservateur            | Laila Goodridge | 9 836     | 66;3 %    | +2,63 % |
|       | Néo-démocrate                        | Jane Stroud     | 3 635     | 24,51 %   | -8,79 % |
|       | Parti de l'Alberta                   | Jeff Fafard     | 857       | 5,78%     | -       |
|       | Parti de l’indépendance de l'Alberta | Mark Grinder    | 271       | 1,83 %    | -       |
|       | Parti vert de l'Alberta              | Brian Deheer    | 230       | 1,55 %    | +0,45   |
|       | Blancs et nuls                       |                 | 95        | (0,64)    | X       |
| Total | Total                                | Total           | 14 829    | 100,00 %  |         |

## Voir également
- Circonscriptions électorales provinciales de l'Alberta